# Astyris rosacea
Astyris rosacea, tên tiếng Anh: rosy miền bắc dovesnail, là một loài ốc biển, là động vật thân mềm chân bụng sống ở biển trong họ Columbellidae.